# 亞馬遜省

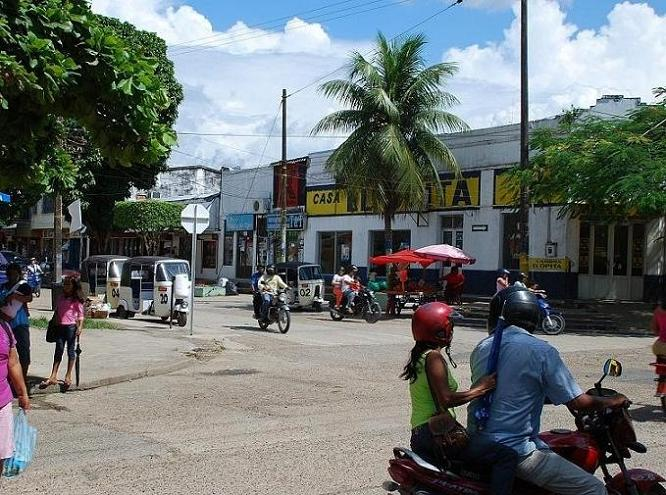
亚马孙省省会莱蒂西亚

亚马孙省（西班牙語：Departamento del Amazonas）是哥倫比亞東南部的省，位處濕熱的亞馬遜盆地，首府莱蒂西亚。

## 直辖市和社区
1. 埃尔恩坎托（El Encanto）
2. 拉乔雷拉（La Chorrera）
3. 拉佩德雷拉（La Pedrera）
4. 拉维多利亚（La Victoria）
5. 莱蒂西亚（Leticia，省首府所在地）

亚马孙直辖市和社区区划图

6. 米利蒂-帕拉纳（Mirití-Paraná）
7. 阿莱格里亚港（Puerto Alegría）
8. 阿里卡港（Puerto Arica）
9. 纳里尼奥港（Puerto Nariño）
10. 桑坦德港（Puerto Santander）
11. 塔拉帕卡（Tarapacá）